# مايكل أرماند همر
مايكل أرماند همر (بالإنجليزية: Michael Armand Hammer)‏ هو شخصية أعمال أمريكي، ولد في 8 سبتمبر 1955 في لوس أنجلوس في الولايات المتحدة.